# Kościół św. Michała Archanioła w Vernéřovicach
Kościół św. Michała Archanioła w Vernéřovicach – zabytkowy kościół w miejscowości Vernéřovice, położonej w Czechach, w kraju hradeckim, w Sudetach Środkowych; należy do broumovskiej grupy kościołów.

## Historia
Budowla powstała w miejscu wcześniejszego kościoła z drewna. Położony na górze pośrodku wsi kościół wzniesiono w stylu barokowym według projektu Krzysztofa Dientzenhofera w latach 1719–1722 na planie owalu. Nad wejściem głównym umieszczono marmurową tablicę z napisem w j. łac. PRINCIPI CÆLESTIS EXERCITUS S. MICHAELI DEDICAT O.A.B - [Othmarus Abbas Braunensis] (Księciu zastępów niebieskich św. Michałowi poświęca O.A.B) - Othmar [Zinke] Opat  Broumovski. Rok 1719 oznacza datę poświęcenia. Obraz na ołtarzu to dzieło Feliksa Antona Schefflera, które przedstawia
objawienie św. Michała Archanioła na Górze Gargano. Obok świątyni stoi barokowa plebania. Nad jej wejściem umieszczono kartusz z herbem opatów břevnovsko-broumovskich. Obecnie mieści urząd. Zabytkowe jest również ogrodzenie cmentarza pocztowy. W sieni znajduje się płyta nagrobna Blasigena Meissnera II (+1579).

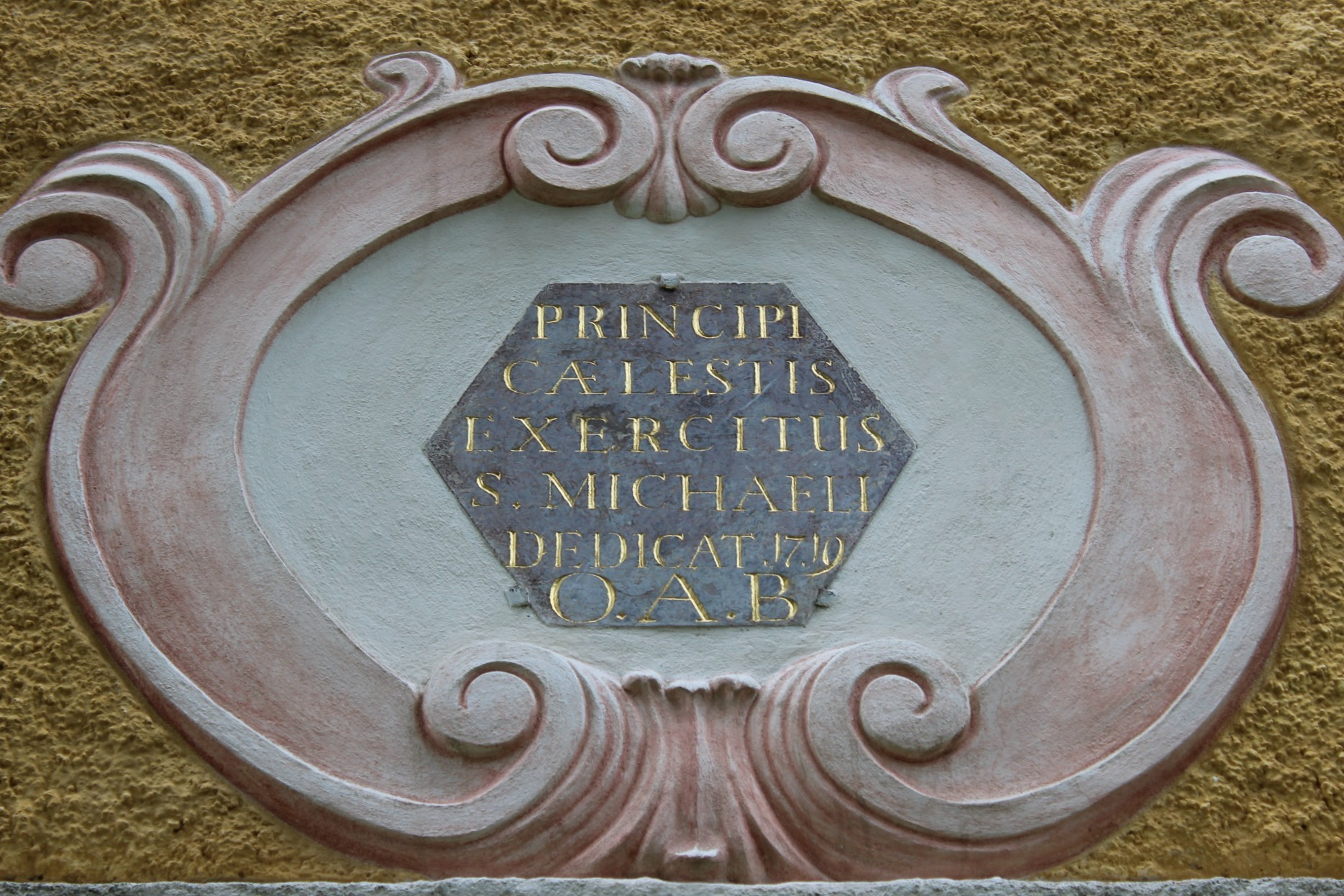
Tablica nad wejściem
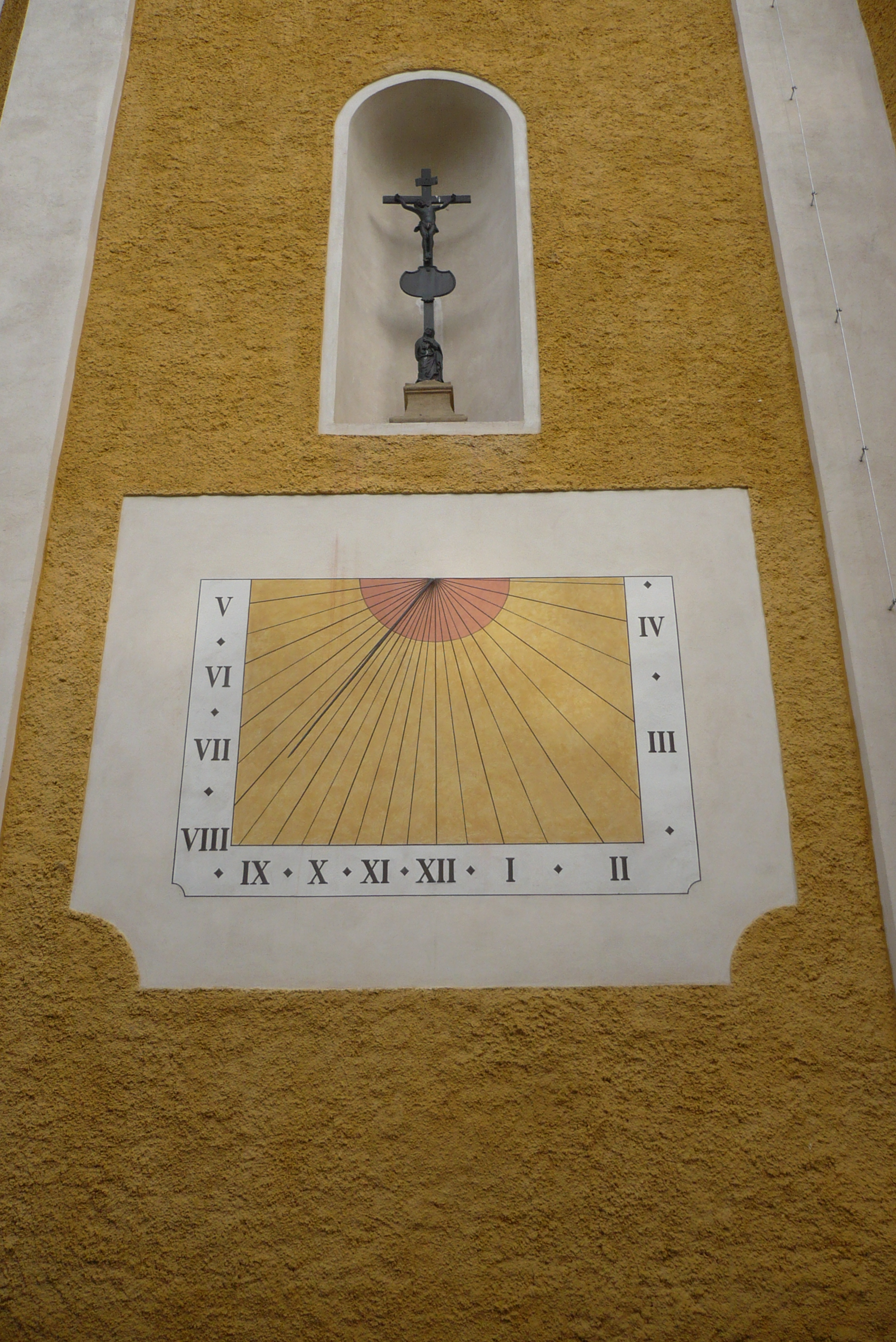
Zegar słoneczny
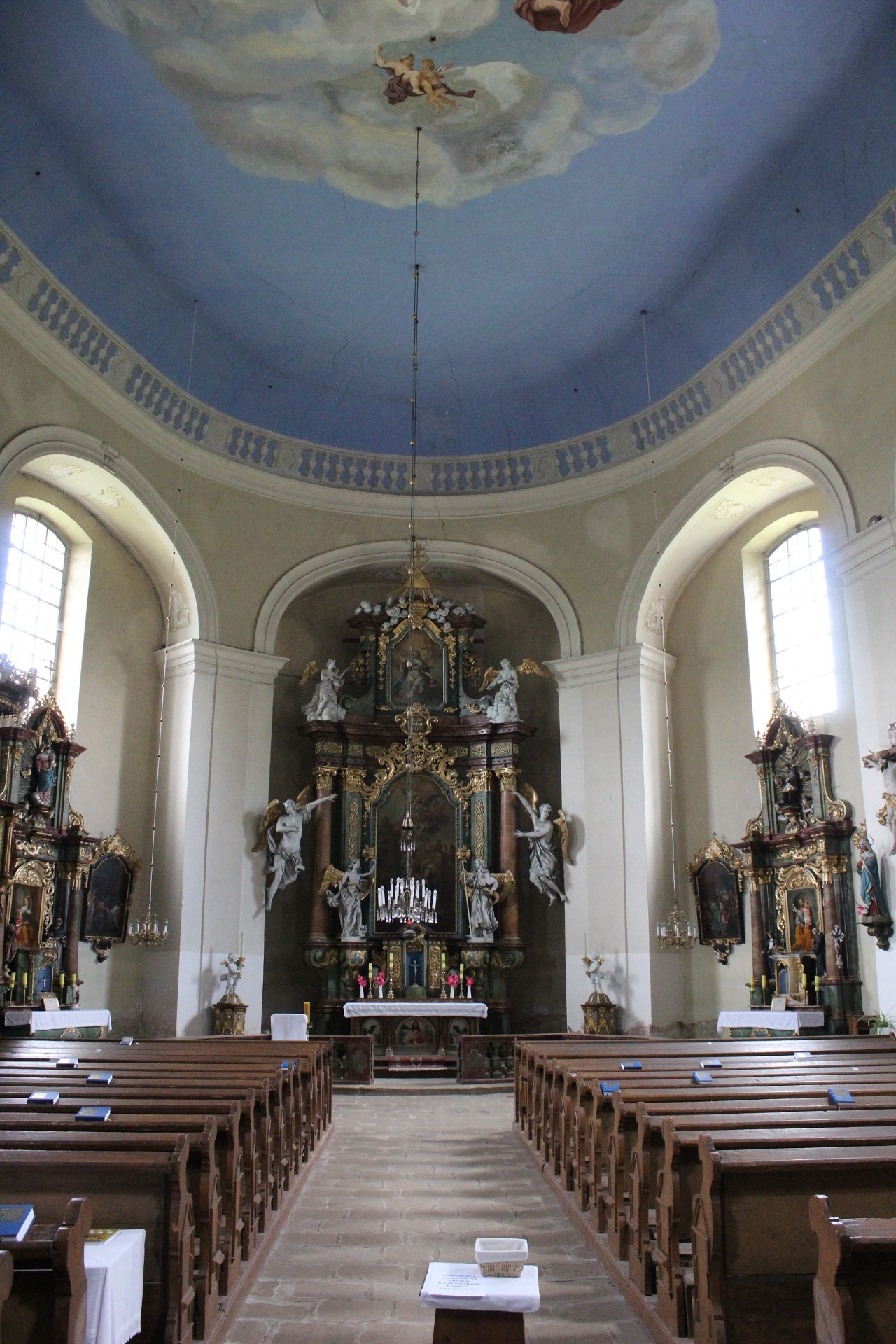
Wnętrze
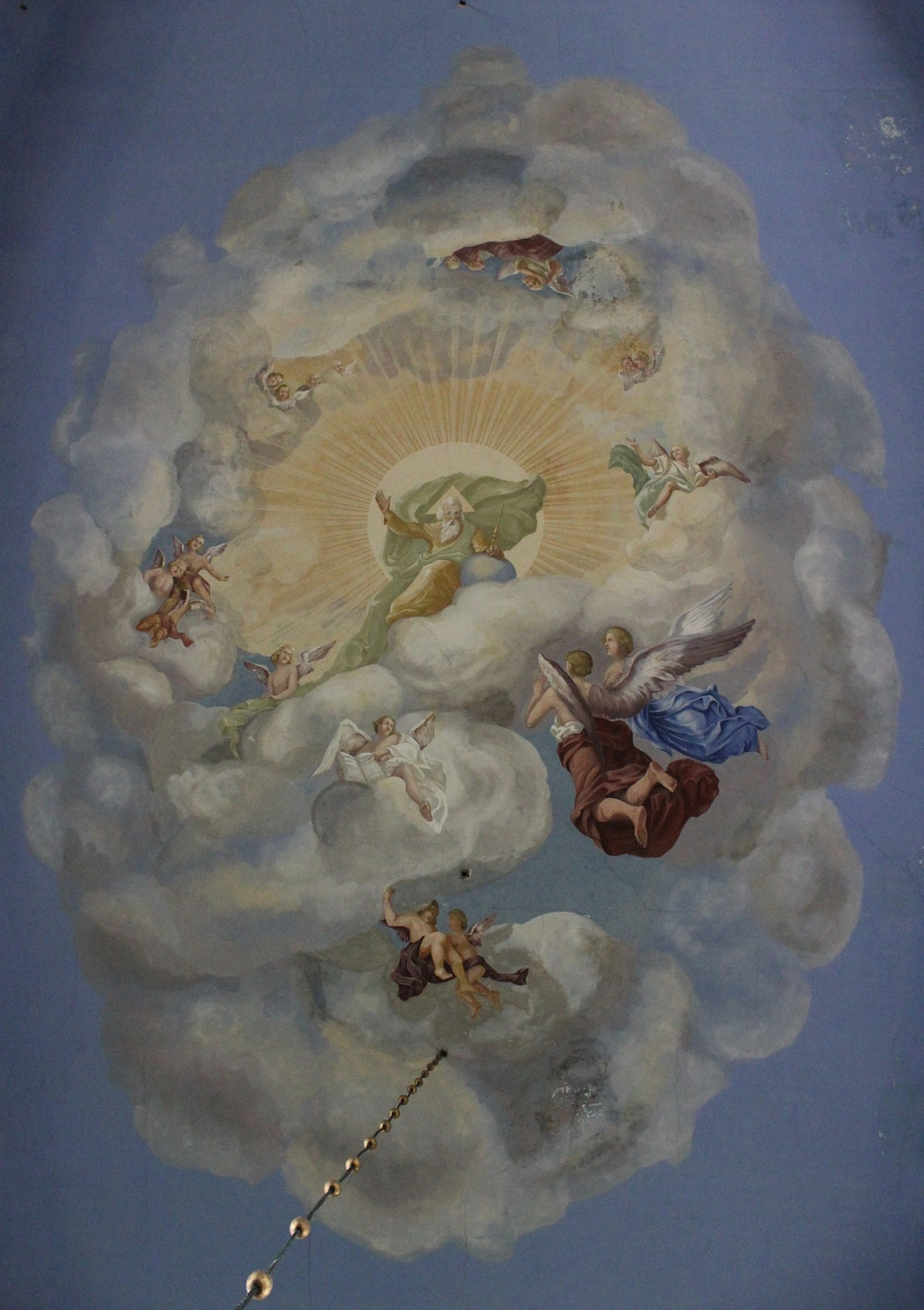
Fresk
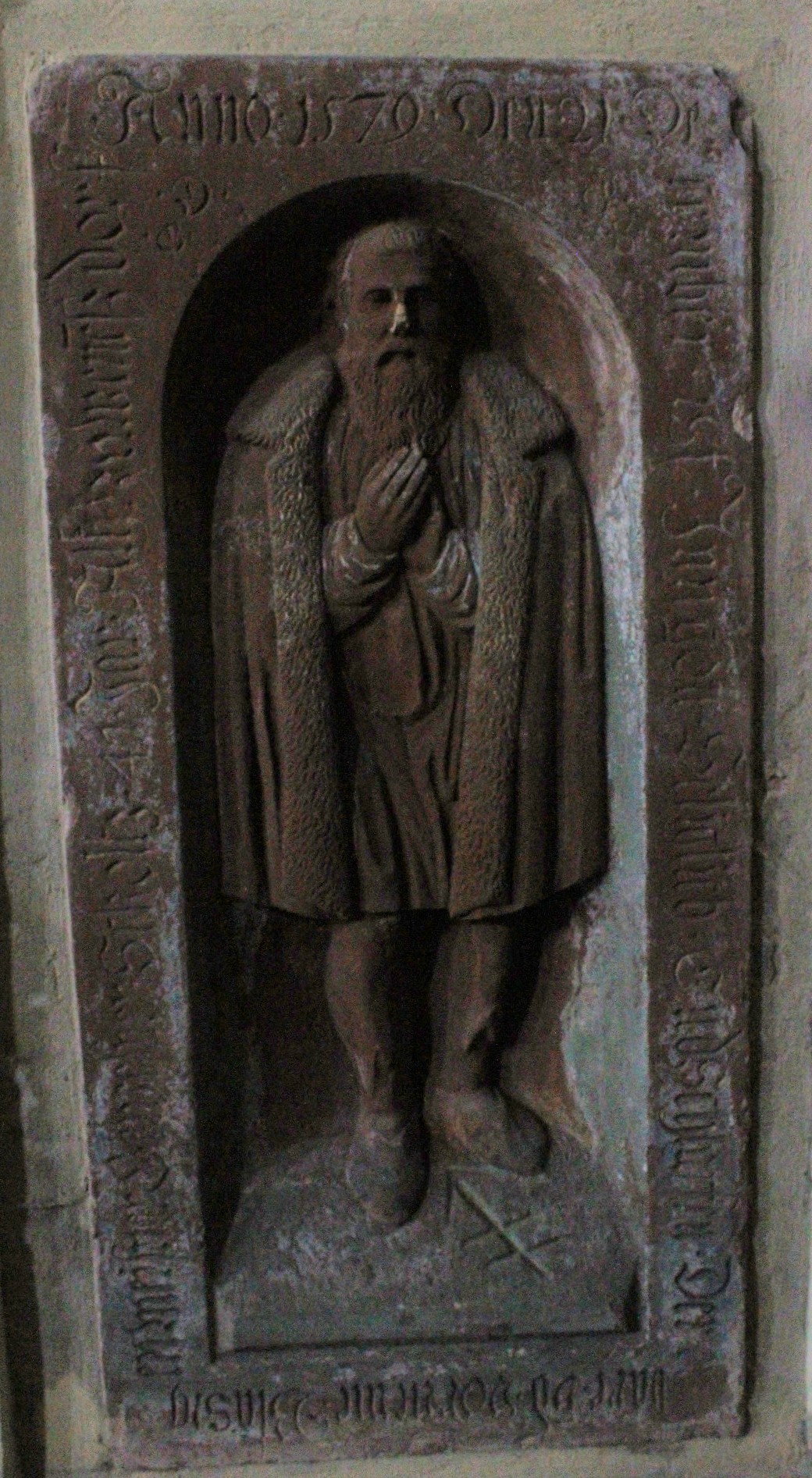
Płyta Blasigena Meissnera II (+1579)
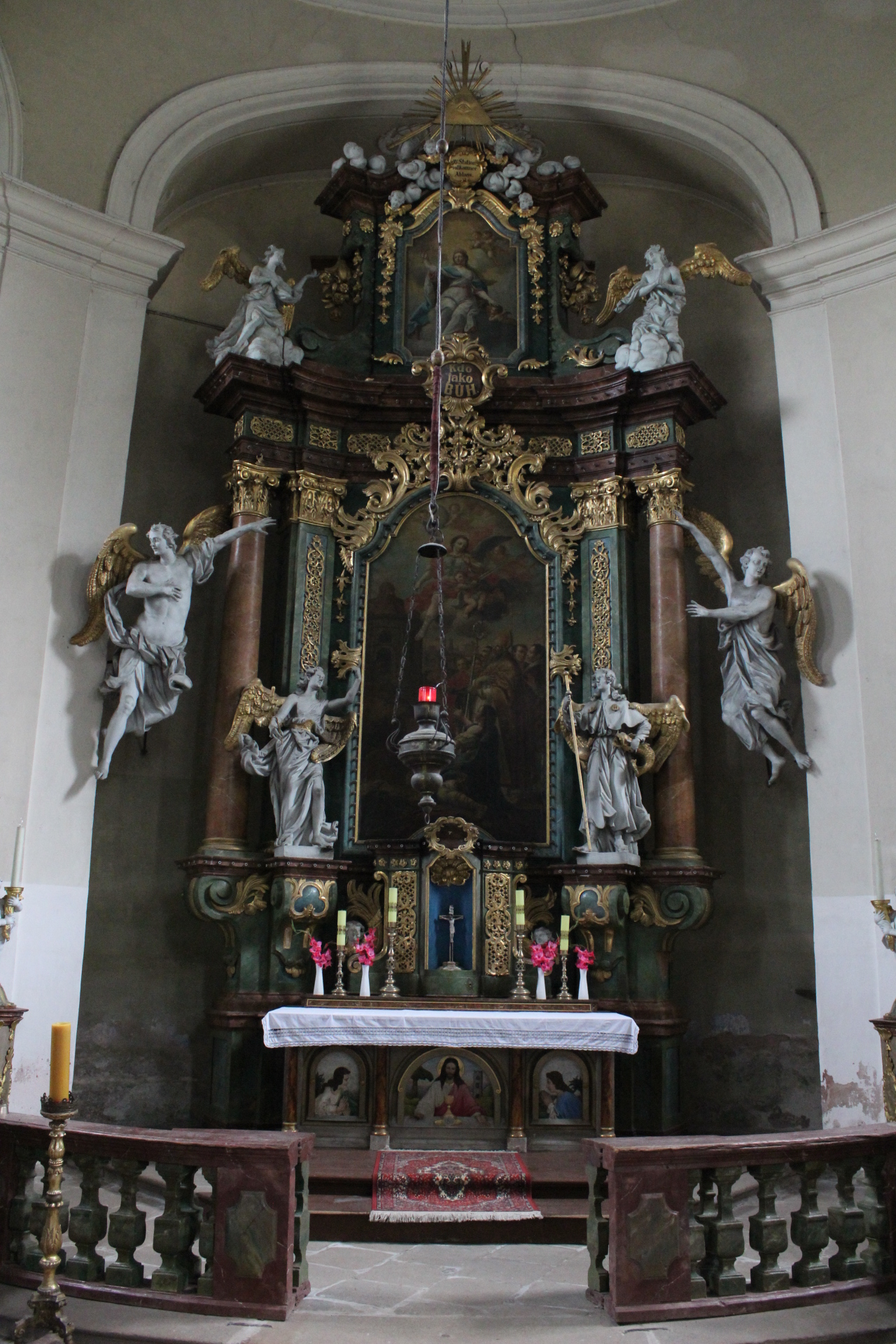
Ołtarz główny